# Landskapsstjärnor
Varje svenskt landskap har en landskapsstjärna, som är en av stjärnorna, oftast den ljusstarkaste och/eller mest kända stjärnan, i landskapets landskapsstjärnbild.

## Bakgrund
Stjärnbilder och stjärnor för de olika landskapen valdes ut 1997. Urvalet gjordes i samband med publiceringen av Perspektiv på universum (lärobok i astronomi), och utnämningarna skulle enligt boken ha gjorts av Kommittén för landskapssymboler den första april samma år. Det anses att de här två symbolkategorierna var ett lundensiskt skämt från flera astronomer kopplade till Lunds universitet. Skämtet skulle samtidigt sätta fokus på den upplevda inflationen i och med senare års stora flora av landskapssymboler. De här nya landskapssymbolerna har spritts vidare och nämns numera bland annat i stjärnbildernas och stjärnornas artiklar på NE.se.

## Symbollistning
| Landskap      | Stjärna     | Stjärnbild    |
| ------------- | ----------- | ------------- |
| Blekinge      | Aldebaran   | Oxen          |
| Bohuslän      | Mira        | Valfisken     |
| Dalarna       | Capella     | Kusken        |
| Dalsland      | Spica       | Jungfrun      |
| Gotland       | Betelgeuse  | Orion         |
| Gästrikland   | Alpheratz   | Andromeda     |
| Halland       | Alphard     | Vattenormen   |
| Hälsingland   | Regulus     | Lejonet       |
| Härjedalen    | Benetnash   | Stora björnen |
| Jämtland      | Arcturus    | Björnvaktaren |
| Lappland      | Polstjärnan | Lilla björnen |
| Medelpad      | Castor      | Tvillingarna  |
| Norrbotten    | Alphecca    | Norra kronan  |
| Närke         | Nunki       | Skytten       |
| Skåne         | Schedar     | Cassiopeja    |
| Småland       | Antares     | Skorpionen    |
| Södermanland  | Eltanin     | Draken        |
| Uppland       | Altair      | Örnen         |
| Värmland      | Sirius      | Stora hunden  |
| Västerbotten  | Markab      | Pegasus       |
| Västergötland | Ras Alhague | Ormbäraren    |
| Västmanland   | Algol       | Perseus       |
| Ångermanland  | Procyon     | Lilla hunden  |
| Öland         | Vega        | Lyran         |
| Östergötland  | Deneb       | Svanen        |